# I'm in a Different World
"I'm in a Different World" is een single van de Amerikaanse pop- en soulgroep The Four Tops. Het nummer was de tweede en laatste single uitgebracht door de groep dat afkwam van het album "Yesterday's Dreams". Doordat het nummer op de poplijst van de Verenigde Staten niet hoger kwam dan de #51 positie en haar voorganger, "Yesterday's Dreams" op #49 bleef steken, was het album waar "I'm in a Different World" op staat het eerste album van de groep waarop geen top 40 notering in de Verenigde Staten opstond. Op de R&B-lijst, in Canada en in het Verenigd Koninkrijk had het nummer meer succes. Daar bereikte het nummer op de hitlijsten achtereenvolgens de #23, #24 en de #27 positie. Het nummer wat te zien op de hitparades in oktober en november van 1968.
Sinds de single "You Keep Running Away" uit medio 1967 was "I'm in a Different World" de eerste single weer van The Four Tops dat was geschreven door het schrijverstrio Holland-Dozier-Holland. Dit drietal schreef eerder al hits als "Baby I Need Your Loving", "Reach Out, I'll Be There" en "Standing In The Shadows Of Love" voor de groep. In 1967 verliet Holland-Dozier-Holland, bestaande uit Brian Holland, Lamont Dozier en Eddie Holland, echter Motown, de platenmaatschappij waaraan zowel zij als The Four Tops gebonden waren, om hun eigen platenlabel te starten. In 1968 werd echter toch nog "I'm In A Different World" van hen uitgebracht, omdat Motown geen andere single had klaar liggen. Na de uitgave van het nummer in kwestie brachten The Four Tops geen singles meer uit die geschreven waren door Holland-Dozier-Holland.
De B-kant van "I'm in a Different World" is het nummer "Remember When". Net als de A-kant is dit nummer afkomstig van het album "Yesterday's Dreams". In tegenstelling tot de A-kant en een eerdere B-kant van de groep, het nummer "I'll Turn To Stone", wist "Remember When" geen potten te breken op de hitlijsten. Sterker nog, het bereikte geen enkele hitparade. A-kant "I'm In A Different World" zou later onder andere gecoverd worden door Dave Stewart & Barbara Gaskin. De eerstgenoemde bracht eerder ook al een nieuwe versie van een ander Motownnummer uit, namelijk "What Becomes Of The Broken Hearted". Het origineel van dat nummer werd opgenomen door Jimmy Ruffin.

## Bezetting
- Lead: Levi Stubbs
- Achtergrond: Lawrence Payton, Renaldo "Obie" Benson en Abdul "Duke" Fakir
- Instrumentatie: The Funk Brothers
- Schrijvers: Holland-Dozier-Holland
- Productie: Brian Holland en Lamont Dozier